# Aringsås landskommun
Aringsås landskommun var en tidigare kommun i Kronobergs län.

## Administrativ historik
När kommunalförordningarna trädde i kraft den 1 januari 1863 inrättades över hela landet cirka 2 400 landskommuner, de flesta av dessa motsvarande en socken.
I Aringsås socken i Allbo härad i Småland bildades då denna kommun.
För den framväxande järnvägsknuten Alvesta inrättades Alvesta municipalsamhälle inom kommunen den 15 april 1894.
Den 1 januari 1945 ombildades Aringsås landskommun till Alvesta köping med namn efter det samtidigt upplösta municipalsamhället Alvesta. Motsvarande kyrkliga församling namnändrades samtidigt till Alvesta församling.
Vid kommunreformen 1971 infördes enhetlig kommuntyp och nuvarande Alvesta kommun bildades.

## Politik

### Mandatfördelning i valen 1938-1942
|  | 11 |  | 2 | 2 | 3 | 5 |

| 22 |

|  | 13 | 2 | 2 | 3 | 4 |

| 22 |